# 朗特奈 (安省)
朗特奈（法語：Lantenay，法語發音：[lɑ̃tnɛ] ⓘ）是法国东部安省的一个市镇，属于楠蒂阿区。

## 地理
朗特奈（46°3'27"N, 5°32'30"E）面积6.59 平方千米，位于法国奥弗涅-罗讷-阿尔卑斯大区安省，该省份为法国东部省份，北起汝拉省，西北接索恩-卢瓦尔省，西接罗讷省和里昂大都会，南至伊泽尔省，东与萨瓦省、上萨瓦省和瑞士接壤。
与朗特奈接壤的市镇（或旧市镇、城区）包括：伊兹纳沃、乌特里亚兹、维约迪兹纳沃、尚多尔-科尔塞勒。

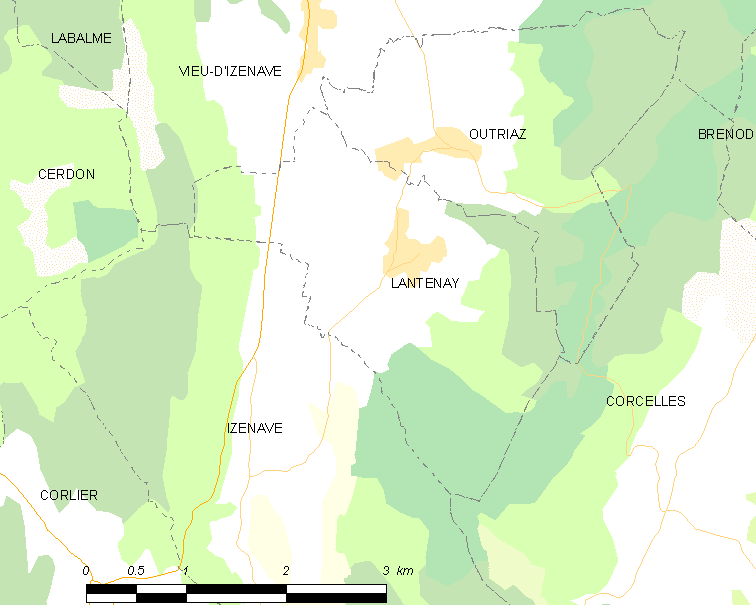
的OSM定位图

朗特奈的时区为UTC+01:00、UTC+02:00（夏令时）。

## 行政
朗特奈的邮政编码为01430，INSEE市镇编码为01206。

## 政治
朗特奈所属的省级选区为普拉托多特维尔县。

## 人口

1962-2008年间人口变化图示

朗特奈于2022年1月1日时的人口数量为265人。